# 大阪市立新豊崎中学校
大阪市立新豊崎中学校（おおさかしりつ しんとよさき ちゅうがっこう）は、大阪府大阪市北区にある公立中学校。生徒や地域住民の間では「しんとよ」と略されることが多い。
北区の北東部、天六の北東一帯を校区とする。
現在の校区は、かつては大阪市立豊崎中学校校区に属していた。しかし1980年代初頭より「淀川リバーサイド地区整備計画」として、現在の校区にあたる地域で高層マンションが開発された。それに伴う生徒増加により、1982年に豊崎中学校の校区東部を分離する形で現在地に開校した。学校敷地は、学校開校前は地域のコミュニティ広場として使用されていた。

## 沿革
大阪市立豊崎中学校の分離校・大阪市立大淀第三中学校（仮称）を設置することが、1981年5月に決定した。同年6月より校舎建設工事が開始された。
1982年2月に大阪市立新豊崎中学校の校名が内定し、同年3月の大阪市会の議決で正式に校名が決定した。1982年4月に大阪市立新豊崎中学校として開校した。
開校当初は、大阪市立豊崎東小学校・大阪市立豊仁小学校の校区在住の2年生が豊崎中学校より移り、両小学校を卒業した1年生とあわせて2学年での発足となった。

### 年表
- 1981年5月 - 大阪市教育委員会、大阪市立大淀第三中学校（仮称）設置を決定。
- 1981年6月4日 - 学校関係者や地域住民により、大淀第三中学校設立対策委員会が発足（この日を創立記念日とする）。
- 1982年2月3日 - 校名を大阪市立新豊崎中学校にすることを申請。
- 1982年3月30日 - 大阪市会、大阪市立新豊崎中学校の設立を議決。
- 1982年4月1日 - 大阪市立新豊崎中学校として開校。
- 1983年9月20日 - 校歌制定。
- 1983年11月29日 - 開校記念式典。

## 通学区域
- 大阪市立豊崎東小学校・大阪市立豊仁小学校の通学区域。
大阪市北区 長柄東・長柄中・長柄西・国分寺・天神橋7丁目。

## 出身者
- TAKA - ミュージシャン
- 倉永美沙 - ボストンバレエ団
- 野々村友紀子 - 放送作家

## 交通
- 地下鉄堺筋線・谷町線・阪急千里線 天神橋筋六丁目駅 東北東へ約900m。
- 大阪シティバス 長柄東バス停 南へ約400m。